# Miljömål

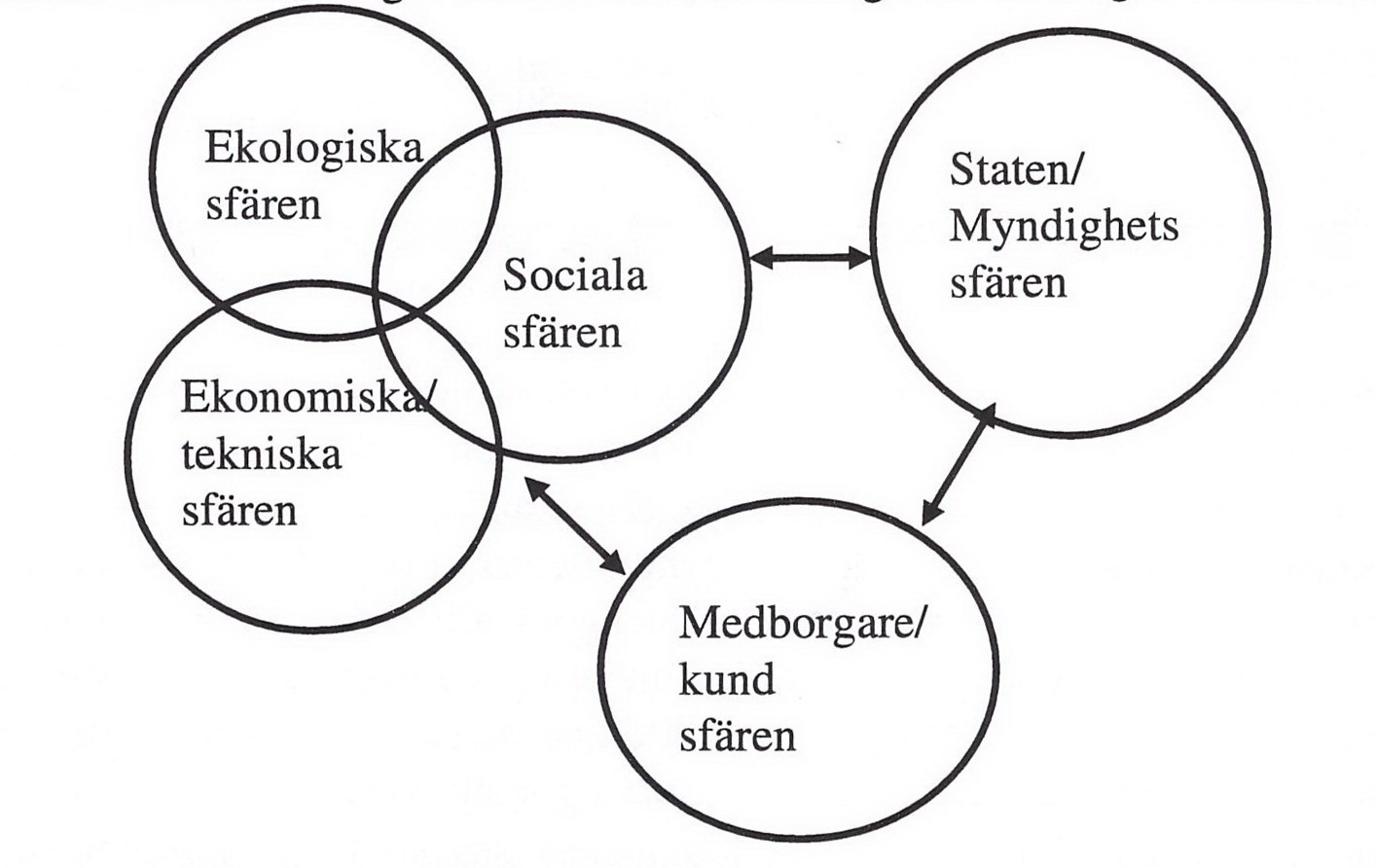
Miljömål för att nå hållbar utveckling eftersträvas via olika sfärer som myndighetssfären och marknadssfären. Såväl politiker (med stöd av väljare/medborgare), som företagare (med stöd av sina kunder) har möjlighet att ställa upp och följa miljömål.

Miljömål för att nå ekologisk hållbarhet eftersträvas via olika sfärer som politiska sfären och marknadssfären. Såväl politiker (med stöd av väljare/medborgare), och företagare (med stöd av kunder/konsumenter) har möjlighet att ställa upp och följa miljömål. Även forskare och NGO tar fram miljömål för ekologisk hållbarhet med syfte att påverka bland annat politiker, näringsliv och enskilda individer. Övergripande miljömål är: släpp inte ut icke-nedbrytningsbara gifter i naturen (kan förgifta såväl vatten, luft och mark); använd förnybara resurser - överutnyttja inte icke-förnyelsebara resurser som till exempel olja, kol, naturgas; påskynda inte ökad växthuseffekt som leder till klimatförändringar (se  följder av global uppvärmning); vårda den biologiska mångfalden, det vill säga förstör inte livsmiljön för växter och djur så att arter utrotas i högre takt än vad som skedde innan industrialiseringen.

## Miljömål framtagna inom politiska sfären
Några exempel på miljömål framtagna inom den politiska sfären:

### Internationell nivå
- Agenda 21 (FN)[1]
- Globala målen (FN)

### Nationell nivå
- Sveriges miljömål

### Kommunal nivå
- LundaEko[2]

## Miljömål framtagna inom näringslivssfären
Se exempelvis Det Naturliga Steget som används inom bland annat företag.

## Miljömål framtagna inom forskning
Se exempelvis Planetens gränser .

## Miljömål framtagna inom NGO
Se exempelvis Ekologiskt fotavtryck   .